# Claudio Chillemi
Claudio Chillemi (Catania, 11 maggio 1964) è uno scrittore italiano autore di racconti, romanzi ed opere teatrali.

## Biografia

### Esordi
Pubblica il suo primo libro di poesie, La Voce Della Memoria nel 1990 presso la CDE. Nel 1992, per la stessa casa editrice esce la raccolta di racconti C'è Qualcuno Là Fuori? È di quegli anni la collaborazione alla rivista amatoriale Zap e il suo impegno come sceneggiatore di fumetti che culminerà con due pubblicazioni, Antehac 20.87 (1994, Omega Press) e Il Tocco dell'Innocenza (1994, Omega Press).

### Esperienza teatrale e prime affermazioni letterarie
A metà degli anni Novanta inizia a scrivere per il teatro con opere indirizzate ad un pubblico adolescente. Regista e autore di numerosi lavori, vince per due volte il "Concorso Nazionale Teatro e Natura" e nel 2000 il premio per il teatro scolastico "Arte Per La Pace". Nello stesso anno viene insignito per un suo racconto, L'Ultima Visita, del premio Giovannino Guareschi, in seguito a questo riconoscimento la sua opera viene pubblicata sulla Gazzetta di Parma.
Nel 2003, forte della sua esperienza teatrale, pubblica il saggio in volume Fare teatro a Scuola (L'Almanacco Editore), dove, tra l'altro, raccoglie in appendice tutte le sue opere teatrali per l'infanzia. In Questo volume egli ipotizza l'idea di una "lezione dramma", dove insegnanti e alunni recitano il loro ruolo in una sorta di gioco delle parti dal sapore "pirandelliano".

### Il Romanzo di Federico II
È del 2004 il romanzo Federico Piccolo Grande Re (L'Almanacco Editore) già finalista al Premio Italia; il romanzo narra, tra storia e leggenda, la giovinezza del sovrano Federico II di Svevia in una Sicilia medievale ricca di intrighi e di presenze mitologiche. Già in questo primo romanzo appaiono i personaggi che caratterizzeranno l'opera, l'arabo Hamed, Gentile da Manupello, Guglielmo il Precettore, Ruggero il Guerriero e Argo il misterioso gigante. Frutto di una lunga e approfondita ricerca storica e mitologica, il racconto si sofferma su alcuni fatti realmente accaduti al giovanissimo svevo sul finire del 1201, quando un avventuriero tedesco di nome Markwald Anweiler tenta, senza per altro riuscirci, di impossessarsi del regno di Sicilia. Nel settembre del 2010 è uscita una nuova versione del romanzo, con quattro capitoli in più, edita dalle Edizioni Della Vigna, in cui l'autore da più spazio alla parte avventurosa e magica della storia, senza tralasciare i riferimenti storici che hanno caratterizzato la prima versione. Del 2021 è il romanzo L'Aquila Nera ed. Delos Book, che riprende, amplia e continua la precedente edizione del romanzo, rendendola obsoleta. Nuovi personaggi, nuove avventure e nuove sottotrame presenti in questa edizione danno il via al secondo romanzo della serie, L'Isola di Cristallo (ed. 2022) sempre dello stesso editore, dove ritroviamo i vecchi personaggi, contro una pletora di nuovi e agguerriti nemici. La mitologia siciliana assume una connotazione molto più profonda e l'interazione con essa si fa decisamente più intrigata.

### Fantascienza e Fantastico
Parallela è la sua attività nel mondo della fantascienza; già nel 2001, infatti, è stato tra i fondatori, insieme a Enrico Di Stefano, della rivista Fondazione SF Magazine che nel 2006, nel 2008 e nel 2010 sarà premiata a Fiuggi come migliore fanzine italiana di fantascienza, premio che vincerà in tutto per sette volte volte negli anni successivi.
Nel 2009 vince il Premio Italia con il racconto Guardia Medica, già apparso su Fondazione SF Magazine n. 14. Ancora nel 2009 pubblica il romanzo Kronos (Edizioni Della Vigna) un giallo di ambientazione fantascientifica dove, tra vecchi metodi investigativi e nuove tecnologie, si esplorerà un futuro in cui una potente multinazionale regge in pugno i destini del mondo. Il romanzo ha un buon seguito di pubblico e di critica tanto da convincere Chillemi a scrivere e pubblicare un seguito, il racconto Il Lato Oscuro della Kronos che vince nel 2011 il Premio Italia nella categoria miglior racconto su pubblicazione amatoriale. L'autore riprenderà lo stesso racconto 2011, inserendolo in un'antologia dal medesimo titolo, ambientata nell'universo della Kronos, pubblicata presso Edizioni Della Vigna. Nel 2015 conclude la trilogia con Quel che Resta della Kronos sempre per lo stesso editore. Il libro vince il Premio Italia e il Premio Vegetti. Si tratta di un corposo romanzo in cui l'autore affronta tematiche di ampio respiro come la condizioni di povertà del continente africano; la guerra al terrorismo; l'etica della politica; la fluidità di genere e il razzismo.
L'intera trilogia sarà poi nuovamente pubblicata in ebook presso la Delos Digital.
Nel 2010, intanto, vince il Premio Speciale della Giuria al concorso J.Verne, con il suo racconto Ho Visitato un Cimitero di Alieni, e il Premio Italia con il saggio su pubblicazione amatoriale (Fondazione SF Magazine n. 15) Star Trek Lo Scisma, dove analizza e recensisce l'ultimo film di Star Trek. Nel 2015 il Premio Vegetti per il romanzo Quel Che Resta della Kronos (ed. 2015).
Autore della Trilogia dell'Immortalità composta da tre romanzi brevi, Soluzione Omega (2016), L'Universo Muto (2019) e I Tre Stati dell'acqua (2021), in cui esamina le conseguenze sociali, politiche e etiche delle manipolazioni genetiche che nel futuro potrebbero portare l'uomo sulle soglie dell'immortalità. Il tema della manipolazione genetica portata agli estremi tanto da garantire la vita eterna è stata già affrontata da Chillemi in due racconti Né La Prima Né l'Ultima Volta (racconto vincitore del Premio Italia nel 2014) e ne Il Grande Errore (racconto vincitore del Premio Italia nel 2020). Ma la questione etica che si nasconde dietro alla genetica, è affrontata anche in altre occasioni, non ultima nel racconto CiFlac (Vincitore del Premio Italia nel 2024).

### Collaborazioni internazionali
Tre volte pubblicato negli Stati Uniti, nel 2014 con i racconti scritti insieme a Paul Di Filippo, Panisperna Boys in Operation Harmony (Fantasy and Science Fiction), nel 2023 con The Keen and Cutting Stones (New Myths n. 63) e nel 2024 con Maximinus Thrax and the Gates of Chaos con Paul di Filippo su Black Cat Weekly 154 (racconto), e una volta in Francia con Par les Yeux de l’Ennemi (Galaxies).
Dalla collaborazione con Paul Di Filippo, con cui ha scritto quattro racconti (tutti editi negli Stati Uniti), è stata edita un'antologia intitolata Dieselpunk. Composta come fix-up, la raccolta rilegge la storia tra la seconda metà dell'Ottocento e la prima metà del XX secolo, proponendo alcune figure di spicco in vesti molto diverse, da Ettore Majorana a Joe Petrosino; mentre in uno dei racconti rivive lo splendore del cinema italiano degli anni Cinquanta, riproponendo i divi di casa nostra e le star americane che hanno lavorato insieme a Cinecittà. L'unico racconto dell'antologia ambientato nel futuro ha il gusto retro-futurista di un fantascienza antica, e narra dei problemi gravi e insoluti della Sicilia. Il tono leggero e quasi ingenuo dei racconti, come spiegato dalla prefazione dei due autori, e dalla postfazione del traduttore e curatore, è voluto e ricercato da Chillemi e Di Filippo, per poter riproporre e ricordare lo stile della fantascienza e del fantastico al loro primo apparire, tra il XIX e gli inizi del XX secolo, proprio ai tempi dell'affermazione del Diesel che da il nome all'antologia.

### Organizzatore di eventi
Tra le sue attività, anche l'organizzazione di eventi culturali di ampio respiro, si deve a lui, infatti, l'ideazione della prima Aetnacon, convention di fantascienza e fantastico, tenutasi tra il 25 e il 26 settembre 2010, a Catania, presso l'Orto Botanico (a cui, nel 2011 ha fatto seguito una seconda edizione e nel 2012 una terza, presso La Città della Scienza a Catania). La convention ha avuto come ospiti d'onore, lo scrittore inglese Ian Watson, il saggista e romanziere Roberto Quaglia, l'editore Ugo Malaguti e Donato Altomare. La convention è giunta alla sua 15ª edizione, nel 2022 ha ospitato anche l'Italcon, per la prima volta nel sud Italia, ed ha avuto come ospiti lo scrittore americano Paul Di Filippo, l'illustratore Franco Brambilla e la disegnatrice Bonelli Val Romeo. L'edizione del 2024, annovererà come ospiti Nino Martino, Bepi Vigna e Cinzia Di Mauro.
Ha vinto quindici volte il Premio Italia in diverse categorie, con racconti, romanzi, e articoli apparsi in numerose riviste. A tutt'oggi risulta lo scrittore italiano del fantastico che ha vinto più Premi Italia per la narrativa.

## Opere
- 1990. La Voce della Memoria ed. CDE (Poesie)
- 1992. C'è Qualcuno là Fuori? ed. CDE (racconti)
- 1994. Antehac 20.87 ed. Omega Press (Fumetto)
- 1994. Il Tocco dell'Innocenza ed. Omega Press (Fumetto)
- 2000. L'Ultima Visita presso La Gazzetta di Parma (racconto vincitore del Premio Guareschi)
- 2003. Fare Teatro a Scuola ed. L'Almanacco (Saggio)
- 2004. Federico Piccolo Grande Re ed. L'Almanacco (romanzo)
- 2009. Kronos ed. Della Vigna (romanzo)
- 2010. Federico la Favolosa Infanzia di un Sovrano Leggendario Edizioni Della Vigna (romanzo)
- 2011. Il Lato Oscuro della Kronos Edizioni Della Vigna (racconti).
- 2013. Il Grande Errore su I Sogni di Cartesio ed. Della Vigna (racconto)
- 2014. Panisperna Boys in Operation Harmony con Paul Di Filippo su Fantasy and Science Fiction USA (racconto)
- 2014. Né la Prima Né l'Ultima Volta su Robotica.it Delos Books (racconto vincitore del Premio Italia)
- 2015. Con Gli Occhi Del Nemico su Robotica.it Delos Books (racconto, Vincitore del Premio Italia)
- 2015. Quel Che resta della Kronos ed. Della Vigna (romanzo, Vincitore del Premio Italia e del Premio Vegetti)
- 2015. The Horror at Gancio Rosso con Paul Di Filippo ed. Acheron Books (racconto)
- 2016. Carne Gialla su Operazione Europa antologia ed. Elara (racconto)
- 2016. Par les Yeux de l’Ennemi su Galaxies FRANCIA (racconto)
- 2016. Soluzione Omega su Robotica.it Delos Books (romanzo Breve, Vincitore del Premio Italia)
- 2017. Il Buco in Fronte su Robot n. 80 ed. Delos Books (racconto)
- 2017. Carne Gialla su Robotica.it Delos Books (racconto)
- 2019. Kronos su Odissea Digital Fantascienza (romanzo)
- 2019. Il Lato Oscuro della Kronos su Odissea Digital Fantascienza versione estesa (Fix-up)
- 2019. Quel che Resta della Kronos su Odissea Digital Fantascienza (romanzo)
- 2019. L'Universo Muto su Robotica.it (romanzo Breve)
- 2020. Il Quarto Livello su Delos n. 217 ed. Delos Books (racconto)
- 2020. Il Grande Errore su Mondi Paralleli a cura di C.Treanni Delos Books (racconto)
- 2021. Dove le Strade non hanno Nome. Dove le Persone non hanno Volto. su Delos n. 226 ed. Delos Book (racconto)
- 2021. I Tre Stati Dell'Acqua su Robotica.it (romanzo)
- 2021. L'Aquila Nera su Odissea Fantasy e su Convoy (romanzo)
- 2021. Dissolvenza in Corpo 15 su Delos Digital (racconto)
- 2022. Diario Clandestino di una Invasione Aliena su Robotica.it (racconto)
- 2022. Il Bloop su Millemondi Urania (racconto)
- 2022. L'Isola di Cristallo su Odissea Fantasy e su Convoy (romanzo)
- 2023.The Keen and Cutting Stones con Paul Di Filippo (racconto) su New Myths n. 63 USA
- 2023. Dieselpunk con Paul Di Filippo (Antologia) Delos Book
- 2024. Maximinus Thrax and the Gates of Chaos con Paul di Filippo su Black Cat Weekly 154 (racconto)
- 2024. Katane (romanzo) su Odissea Fantascienza Delos Digital